# زلزال عين تموشنت 1999
وقع زلزال عين تموشنت عام 1999 في 22 ديسمبر في 18:36:56 حسب التوقيت المحلي في شمال الجزائر، بقوة تبلغ 5.6 على مقياس ميركالي، قُتل ما لا يقل عن 22 شخصًا، وأصيب 175، وتضرر 15000، حيث قدر المركز البلجيكي للبحوث الخاصة بعلم الأوبئة للكوارث ومركز البيانات الجيوفيزيائية الوطني التابع لهيئة المسح الجيولوجي الأمريكية الخسائر المالية حوالي 60.93 مليون دولار.

## أنظر أيضا
- قائمة الزلازل في الجزائر